# Élection présidentielle colombienne de 1998

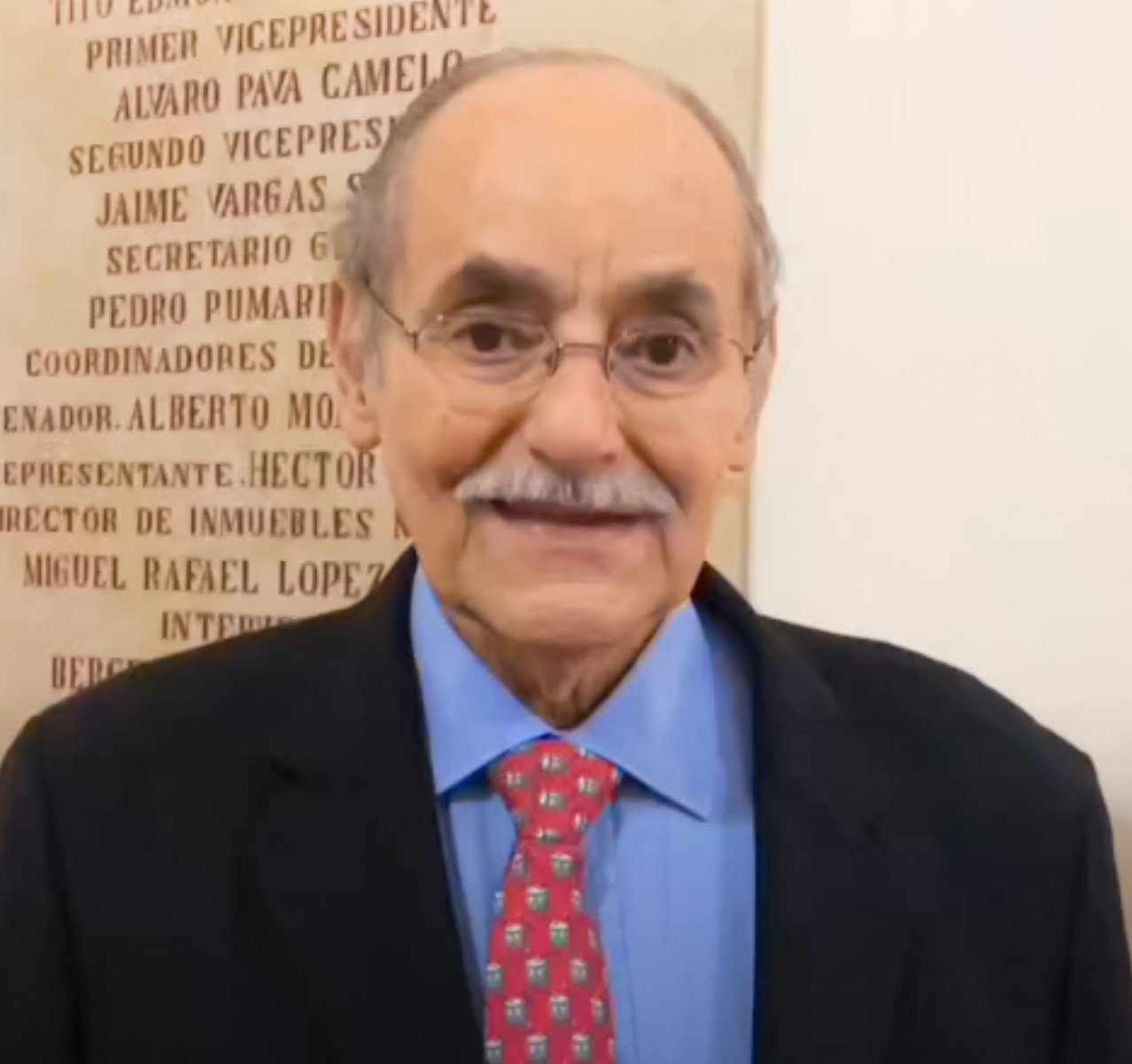
Horacio Serpa

Une élection présidentielle s'est tenu en Colombie en 1998 afin délire le président et le vice-président de la république de Colombie.
Le premier tour eut lieu le 31 mai 1998. Il fut remporté par Horacio Serpa Uribe, candidat du parti libéral, avec 34,78 % des voix. Ses plus proches poursuivants étaient Andrés Pastrana Arango (34,37 %), candidat du parti conservateur, puis Noemí Sanín (26,77 %), dissidente du parti conservateur et candidate de son propre parti Yes Colombia.
Le deuxième tour se tint le 21 juin 1998. Il fut remporté par Pastrana, qui obtint 50,34 % des suffrages contre 46,58 % pour Serpa.
Andrés Pastrana Arango devint donc le 55e président de Colombie.